# Hilfe! Überfall!
Hilfe! Überfall!  è un film del 1931 diretto da Johannes Meyer.

## Produzione
Il film fu prodotto dalla Schulz & Wuellner Filmfabrikations- und Vertriebs.

## Distribuzione
Distribuito dalla Lothar Stark-Film, uscì nelle sale cinematografiche tedesche il 27 ottobre 1931.